# Zdobín
Zdobín (deutsch Sdobin) ist eine Gemeinde in Tschechien. Sie liegt acht Kilometer westlich von Dvůr Králové nad Labem und gehört zum Okres Trutnov.

## Geographie
Der von Kiefernwäldern umgebene Ort befindet sich im Südosten des Höhenrückens Zvičinský hřbet auf einer Hügelkuppe über dem Tal des Baches Bystrý potok. Durch Zdobín zieht sich eine Wasserscheide; im Ort entspringen die Trotina und in der Quelle Baliharka der in die Bystřice fließende Zdobínský potok. Nordwestlich liegt die wüste Burg Šluspárk.
Nachbarorte sind Třebihošť im Norden, Dolní Dehtov und Hliníky im Nordosten, Zábřezí-Řečice im Osten, Trotina im Südosten, Trotinka und Miletín im Südwesten, Miletínské Lázně im Westen sowie Brodek und Úhlejov im Nordwesten.

## Geschichte
Die erste urkundliche Erwähnung des zur Herrschaft Miletín gehörigen Ortes Dubín stammt aus dem Jahre 1238. 1265 erwarb der Deutsche Orden das Dorf. Während des Dreißigjährigen Krieges wurde Zdobín vollständig niedergebrannt und seit dem 17. Jahrhundert gehörte es zur Herrschaft Poličany. Nach der Aufhebung der Patrimonialherrschaften kam Zdobín 1850 zum Gerichtsbezirk Hořice und wurde 1924 dem Gerichtsbezirk Dvůr Králové nad Labem zugeteilt.
Bis 1919 bildete Zdobín einen Ortsteil von Trotina. Seit den 1920er Jahren wird in Zdobín Weihnachtsschmuck hergestellt.
1865 erhielt die Quelle Baliharka eine steinerne Fassung, deren Wiederherstellung am 9. September 2007 beendet wurde.

## Gemeindegliederung
Für die Gemeinde Zdobín sind keine Ortsteile ausgewiesen. Zu Zdobín gehören die Einschichten Kudrov, Horní Paseka, Dolní Paseka, Rusko und Sibiř.

## Sehenswürdigkeiten
- Häuser in Volksarchitektur

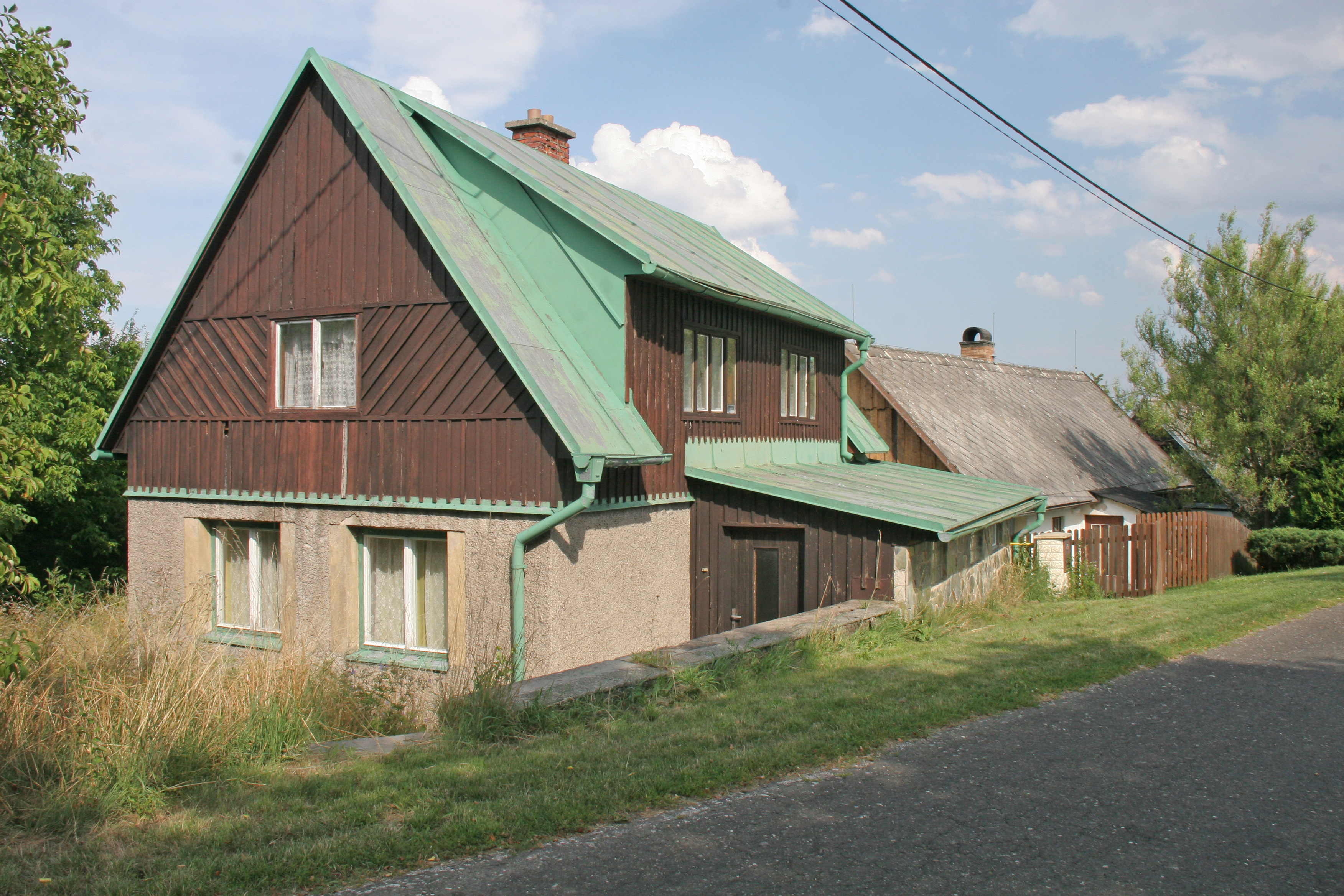
Haus in Zdobín

- Reste der Burg Šluspárk (Schloßberg)